# 董定策
董定策（？—1616年），字维翰，號崑星，又号益斋，河南河南府洛陽縣民籍。明朝政治人物。

## 生平
萬歷二十五年（1597年）丁酉科舉人，三十二年（1604年）甲辰科進士，初授真定府推官，四十年擢官至湖广道監察御史，巡按甘肃，疏曰：古人以講學為寶，今人以講學為名，臣鄉曹端、尤時熙、孟化鲤三賢，皆以孝悌忠信為踐履，以杜門却掃為闇修，出为真經濟，處為真學問。盖确論云。四十四年卒。

## 家族
父董堯封，字淑化，號李村，嘉靖癸丑进士，官户部左侍郎。弟董延策，萬曆丙辰進士，官監察御史。子董篤行，順治三年進士。